# پیتر تیل
پیتر آندرئاس تیل (به انگلیسی: Peter Thiel؛ متولد ۱۱ اکتبر ۱۹۶۷) بیزنس‌من، بشردوست، فعال سیاسی، و نویسندهٔ آمریکایی است. او که یکی از مؤسسان پی‌پل و اولین سرمایه‌گذار حرفه‌ای در فیس‌بوک بوده در سال ۲۰۱۴ با ۲٫۲ میلیارد دلار ثروت در فهرست میداس فوربز در سال ۲۰۱۴ در رتبه چهارم و در سال ۲۰۱۶ با ۲٫۷ میلیارد دلار ثروت، در فوربز ۴۰۰ در رتبه ۲۴۶ام قرار داشته است.
تیل در فرانکفورت متولد شده و دارای شهروندی آلمان است. او در نونهالی با خانواده اش به آمریکا مهاجرت کرد و هنگام بزرگ شدن مدتی را در آفریقا سپری کرد تا این که به آمریکا برگشت و وارد دبیرستان سن متیو شد. او در دانشگاه استنفورد فلسفه خواند، و لیسانس خود را در سال ۱۹۸۹ دریافت کرد. او سپس به مدرسه حقوق استفورد رفت، و جی دی خود را در سال ۱۹۹۲ دریافت کرد. او پس از فراغت از تحصیل به عنوان کارآموز قضایی برای قاضی جیمز لری ادموندسن، به عنوان وکیل اوراق بهادار برای شرکت سالیون اند کرامول، به عنوان سخنرانی‌نویس برای ویلیام بینیت وزیر سابق آموزش آمریکا و مبادله‌گر ابزار مشتقه در کردیت سوئیس کار کرد تا این که تیل کپیتال را در سال ۱۹۹۶ بنیان نهاد. او سپس در سال ۱۹۹۹ به همراه سه نفر دیگر پی‌پل تأسیس کرد و تا سال ۲۰۰۲ که ای‌بی آن را در ازای ۱٫۵ میلیارد دلار خرید به عنوان مدیر عامل اجرایی آن فعالیت کرد.
پس از اکتساب پی‌پل به دست ای‌بی، او کلریم کپیتال که یک صندوق پوشش ریسک گلوبال مکرو است را تأسیس کرد. او در سال ۲۰۰۴ پلنتیر تکنالجیز که یک شرکت نرم‌افزار تحلیلی است را شروع کرد و همچنان به عنوان رئیس هیئت مدیره آن فعال است. فاوندرز فاند او که یک شرکت سرمایه‌گذاری خطرپذیر است، در سال ۲۰۰۵ به همراه شرکای او در پی‌پل شروع به کار کرد. پیشتر، تیل با خرید ۱۰٫۲٪ از سهام فیس‌بوک در ازای ۵۰۰٬۰۰۰ در اوت ۲۰۰۴ اولین سرمایه‌گذار بیرونی آن شد. او در سال ۲۰۱۲ بیشتر سهام خود در فیسبوک را به مبلغ بیش از ۱ میلیارد دلار فروخت ولی همچنان عضو هیئت مدیره آن است. او در سال ۲۰۱۰ به همراه افرادی دیگر ولار ونچرز را تأسیس کرد و به عنوان رئیس هیئت مدیرهٔ آن فعالیت می‌کند. او میتریل کپیتال در سال ۲۰۱۲ به همراه افرادی دیگر تأسیس کرد و به عنوان رئیس کمیته سرمایه‌گذاری آن فعالیت می‌کند و از سال ۲۰۱۵ از شرکای وای کامبینیتر بوده است.
تیل در سال ۲۰۱۱ شهروند نیوزیلند شد و عمارتی ۱۹۳ هکتاری در نزدیکی دریاچه وانکا دارد.
تیل در پویش‌های گوناگون بشردوستانه و سیاسی فعال است. او از طریق بنیاد تیل، از آزمایشگاه بریک اوت و بورسیه‌های تیل و نیز تمدید حیات، زندگی در دریا و دیگر پژوهش‌های فرضی حمایت می‌کند. او یک لیبرترین محافظه‌کار است که منتقد هزینه کرد بیش از حد دولت، سطوح بالای بدهی و جنگ‌های خارجی است. او به چهره‌های سیاسی متعدد کمک مالی کرده و به هالک هوگان در شکایت از سایت گاکر در سال ۲۰۱۶ کمک مالی داده است. تیل به عنوان عضو کمیته اجرای تیم انتقال ریاست جمهوری رئیس‌جمهور منتخب دونالد ترامپ منصوب شد.

## دوران کودکی تیل
تیل در خانواده‌ای آلمانی در فرانکفورت، آلمان غربی متولد شد. پدر او Klaus Thiel مهندس شیمی و مادرش Susanne Thiel نام داشتند. تیل یک برادر به نام Patrick Thiel دارد. هنگامی که پیتر یک ساله بود به همراه خانوادهٔ خود به ایالات متحده نقل مکان کرد و در فوستر سیتی، کالیفرنیا، بزرگ شد. تیل در بازی شطرنج مهارت فوق‌العاده‌ای داشت و به عنوان یکی از بازیکنان مطرح شطرنج در این کشور انتخاب شد؛ هم‌اکنون هم بازی شطرنج یکی از علاقه‌مندی‌های او محسوب می‌شود.

## کالج و دوران دانشگاه
تیل مدرک لیسانس را در رشتهٔ فلسفه در سال ۱۹۸۹ از دانشگاه استنفورد دریافت کرد.
بذر اعتقادات آزادیخواهانهٔ تیل در دانشگاه استنفورد کاشته شد. تیل به همراه Norman Book در سال ۱۹۸۷، The Stanford Review را منتشر کرد که هم‌اکنون روزنامهٔ محافظه کارانه / آزادی‌خواه اصلی این دانشگاه می‌باشد. برخی از همکاران او در تدوین این روزنامه بعدها در شرکتی که تیل تأسیس کرد، مشغول به کار شدند که از جملهٔ آن‌ها می‌توان به Keith Rabois و رید هافمن اشاره کرد. پیتر تیل به اقتصاد لیبرتارین (طرفدار استقلال و اقتصادی که به‌طور کامل بر بازار و دولت مبتنی است) معتقد است.
بعد از اینکه تیل مدرک لیسانس را از استنفورد گرفت به مدرسه حقوق استنفورد رفت و در سال ۱۹۹۲ مدرک J.D را از آنجا دریافت کرد. پس از آن در یک شرکت حقوقی در نیویورک مشغول به کار شد و سپس از سال ۱۹۹۳ تا ۱۹۹۶ به نوعی به عنوان یک بازرگان در وال استریت مشغول شد و در سال ۱۹۹۶، Thiel Capital Management را تأسیس کرد؛ ولی هیچ‌یک از این کارها به حس درونی تیل پاسخگو نبودند، چرا که بنا به گفته‌های خود تیل همیشه در رؤیای تحولی بزرگ در جهان بوده است.
بالاخره تیل موفق شد در سال ۱۹۹۸، پی پال (PayPal)؛ شرکت تجارت الکترونیکی و سامانهٔ پرداخت و انتقال وجه از طریق اینترنت، را با کمک Max Levchin تأسیس کند. بعدها این شرکت با X.com (که توسط ایلان ماسک تأسیس شده بود) ادغام و رهبری آن به ایلان ماسک واگذار شد. پی پل در ۱۵ فوریه سال ۲۰۰۲ در دسترس عموم قرار گرفت و بعد از آن سال به قیمت ۱٫۵ میلیارد دلار به‌ای بی فروخته شد. در آن زمان سهام ۳٫۷ درصدی تیل در پی پل دارای ارزش تقریبی ۵۵ میلیون دلار بود.
تیل، صندوق پوشش سرمایه جهانی Clarium Capital را راه اندازی کرد. در سال ۲۰۰۵، این صندوق پوشش ریسک یا همان پوشش سرمایه، توانست توسط دو مجلهٔ تجاری MarHedge و Absolute Return به عنوان بزرگ‌ترین صندوق پوشش جهانی معرفی شود. دارایی Clarium از ۷ میلیارد دلار در سال ۲۰۰۸ به ۳۵۰ میلیون دلار در سال ۲۰۱۱ افت کرد.
از دیگر اقدامات مهم پیتر تیل، سرمایه‌گذاری عظیم ۵۰۰ هزار دلاری در شبکهٔ اجتماعی فیسبوک در اوت ۲۰۰۴ بود. به این وسیله توانست ۱۰٫۲ درصد از این شرکت را از آن خود کند و به هیئت مدیرهٔ فیسبوک ملحق شود. این مورد اولین سرمایه‌گذاری خارجی در فیسبوک به حساب می‌آید. در کتاب The Facebook Effect دیوید پاتریک به تفصیل داستان سرمایه‌گذاری پیتر تیل را شرح می‌دهد. شان پارکر، مؤسس Napster و Plaxo سابق که در آن زمان عنوان «رئیس» فیسبوک را به عهده گرفته بود، به دنبال سرمایه‌گذار برای این شبکهٔ اجتماعی بود. پارکر به رید هافمن، مؤسس شبکهٔ اجتماعی حرفه‌ای لینکدین، این پیشنهاد را داد و هافمن هم علاقه داشت این کار را انجام دهد اما به دلیل تضاد با وظایف او به عنوان مدیر عامل لینکدین از این تصمیم منصرف شد. هافمن، تیل را به پارکر معرفی کرد. ملاقات بین تیل و پارکر و مارک زاکربرگ که در آن زمان دانشجوی هاروارد بود و فیسبوک را تأسیس کرده و کنترل می‌کرد، صورت گرفت. بعد از صحبت‌های فراوان در نهایت تیل با سرمایه‌گذاری ۵۰۰ هزار دلاری، ۱۰٫۲ درصد از سهام شرکت را کسب کرد. این سرمایه‌گذاری در اصل، در قالب یادداشتی مشروط صورت گرفت؛ بدین صورت که اگر فیسبوک تا پایان سال ۲۰۰۴ به ۱٫۵ میلیون کاربر برسد، حقوق صاحبان سهام مساوی شود. با اینکه فیسبوک نتوانست به این موفقیت دست یابد (البته با اختلافی بسیار ناچیز)، تیل به او اجازه داد که بار دیگر برای این هدف تلاش کند. تیل در سال ۲۰۱۲ سهام اولیهٔ خود را فروخت ولی همچنان در هیئت مدیرهٔ فیسبوک فعالیت می‌کند.
تیل در سال ۲۰۰۵، Founders Fund را به عنوان یک صندوق سرمایه‌گذاری در سان فرانسیسکو ایجاد کرد. دیگر شرکای تیل در ایجاد این صندوق، شان پارکر، Ken Howery و Luke Nosek هستند. تیل با ایجاد این صندوق می‌خواهد بر روی تکنولوژی‌های چشمگیری که به اعتقاد او دنیا را تغییر می‌دهند، سرمایه‌گذاری کند.
تیل علاوه بر سرمایه‌گذاری در فیسبوک در چندین استارتاپ دیگر هم سرمایه‌گذاری کرده است (شخصاً یا از طریق صندوق سرمایه‌گذاری خود) که از جملهٔ آن‌ها می‌توان به Booktrack, Slide, LinkedIn, Friendster, Rapleaf, Geni.com, Yammer, Yelp, Inc. , Powerset, Practice Fusion, MetaMed, Vator, Palantir Technologies, IronPort, Votizen, Asana, Big Think, Caplinked, Quora, Rypple, TransferWise, Nanotronics Imaging, Stripe و Legendary Entertainment اشاره کرد. چند مورد از این استارتاپ‌ها توسط همکاران قدیمی تیل در پی پل، تأسیس شدند که از جملهٔ آن‌ها می‌توان به Slide که توسط Levchin، لینکدین که توسط هافمن، Yelp توسط Jeremy Stoppelman, Geni.com و Yammer که توسط David Sacks تأسیس شدند، اشاره کرد.
از دیگر کارهای موفق تیل، تأسیس Palantir Technologies است که توسط سرمایهٔ CIA تأمین شد و هم‌اکنون به عنوان رئیس این شرکت خدمت می‌کند.

## کتاب صفر تا یک
مطالب کتاب صفر تا یک، برگرفته از محتوای کلاسی است با عنوان استارتاپ که پیتر ثیل در سال ۲۰۱۲ در دانشگاه استنفورد ارائه می‌کرد. هدف او از تدریس در این کلاس، کمک به دانشجویانش بود تا نگاه و چشم‌اندازشان از مسیر متعارفی که معمولاً متخصصان آکادمیک و استادان دانشگاهی ترسیم می‌کنند، فراتر برود و بتوانند به آینده‌ای وسیع تر بیندیشند.
یکی از پایه ای‌ترین بحث‌ها در این کتاب حول محور رقابت و انحصار می‌گردد. پیتر تیل در این کتاب تأکید فوق فوق‌العاده روی ایجاد انحصار دارد. البته نه انحصار دولتی یا هر انحصار کثیف دیگر. منظور پیتر ثیل در اینجا، انحصاری هست که از تمایز ناشی شود. نویسنده روی این موضوع پافشاری می‌کند که کپی کردن از یک محصولی که هم‌اکنون وجود دارد مارا وادار به رقابت با شرکتهایی می‌کند که در حال حاضر میدان دار هستند.
هفت سؤال اساسی برای شروع یک کسب و کار که در این کتاب روی آن تأکید شده است
1. آیا می‌توانیم تکنولوژی منحصر بفردی برای رسیدن به موفقیت ایجاد کنیم به جای اینکه بخواهیم ذره ذره پیشرفت کنیم؟
2. آیا زمان مناسبی برای شروع کسب و کارم هست؟
3. آیا شما کسب و کارتان را با سهم بالا از یک بازار کوچک شروع کرده‌اید؟
4. آیا یک تیم خوب برای خودتان جمع کرده‌اید؟
5. آیا راهی برای توزیع محصول و رساندن آن به دست مشتری در ذهن دارید؟
6. آیا بازار شما برای ده سال آینده قابل دفاع است؟ آیا می‌توانید سهم خود را در ده سال آینده پیش‌بینی کنید؟
7. آیا یک موقعیت منحصر بفرد در اختیار دارید که دیگران از دیدن آن محروم هستند؟